# Epania maculata
Epania maculata là một loài bọ cánh cứng trong họ Cerambycidae.